# Lengua madre
Una lengua madre es toda lengua que históricamente dio origen a otras lenguas que forman un grupo filogenético de lenguas relacionadas. Es el caso del latín, que es la fuente de la que derivan las lenguas romances (castellano, francés, rumano, gallego...). El concepto de protolengua es similar al concepto de lengua madre, aunque se reserva a los casos en que dicha "lengua madre" no está directamente testimoniada y se usan los métodos de la lingüística histórica para reconstruir sus características a partir de las "lenguas hijas".

## Ejemplos
Algunas lenguas madres que han dado origen a la mayor parte de las lenguas europeas son:
- El griego helenístico que se diversificó en diversas lenguas griegas modernas.
- El latín cuya evolución histórica y diferenciación dialectal dio lugar a las lenguas romances: español, francés, portugués, italiano, rumano, catalán, gallego, provenzal, occitano, aragonés, sardo, romanche, friulano, ladino, entre otras.
- El proto-germánico, madre de varias lenguas del norte de Europa como el inglés, el alemán, el neerlandés, el escocés lallans, el danés, el sueco, el frisón, el luxemburgués, etc.
- El antiguo nórdico deriva del proto-germánico y a su vez es la lengua madre de la que derivan el islandés, el feroés, el danés, el sueco, el dalecarliano y el noruego.
- El antiguo eslavo eclesiástico, que dio origen a varias lenguas eslavas meridionales.
- El antiguo eslavo oriental, que dio origen al ruso, y al ruteno que a su vez se diversificó en bielorruso, ucraniano y rusino.
- El idioma proto-celta, que daría origen a muchas lenguas hoy extintas que hablaron pueblos prehistóricos de Europa. Sin embargo algunas de ellas sobreviven: bretón, el córnico, gaélico escocés, galés, irlandés, manés.
- El chino clásico del que se supone que derivan la mayor parte de lenguas siníticas de la China actual.
- El árabe clásico que dio lugar a los modernos vernaculares arábigos.